# Шулцендорф
Шулцендорф (њем. Schulzendorf) општина је у њемачкој савезној држави Бранденбург. Једно је од 37 општинских средишта округа Даме-Шпревалд. Према процјени из 2010. у општини је живјело 7.617 становника. Посједује регионалну шифру (AGS) 12061444.

## Географски и демографски подаци
Шулцендорф се налази у савезној држави Бранденбург у округу Даме-Шпревалд. Општина се налази на надморској висини од 37 метара. Површина општине износи 9,1 km². У самом мјесту је, према процјени из 2010. године, живјело 7.617 становника. Просјечна густина становништва износи 837 становника/km².